# Привремена меморија
Привремена меморија или привремено складиштење је меморија рачунара која захтева снагу да одржи ускладиштене информације. Она задржава његов садрзај док се рачунар напаја, али када се напајање прекине, сачувани подаци се моментално губе. Постојана меморија је меморија која чува податке чак и када је рачунар искључен.
Привремена меморија има неколико употреба, на пример као RAM диск. Поред тога сто је обично брза од масовног складиштења какав је тврди диск, привременост може заштитити осетљиве информације, које постају недоступне када је рачунар искључен, и који су подложни злонамерном приступу само када је он укључен.